# Internationaler Verband für öffentliches Verkehrswesen
Der Internationale Verband für öffentliches Verkehrswesen (franz.: Union Internationale des Transports Publics (UITP)) ist der weltweite Verband für Träger des öffentlichen (Nah-)Verkehrs (ÖPNV) mit Sitz in Brüssel. Der Verband wurde offiziell am 17. August 1885 gegründet.
Die Mitgliedsorganisationen stammen aus 100 Ländern. Es handelt sich um 1800 verschiedene Institutionen und Firmen unterschiedlichster Rechtsform, Eigentümerstruktur (privat, öffentlich-rechtlich etc.) und Herkunft.
In der UITP sind sowohl nationale Verbände, zum Beispiel der Verband Deutscher Verkehrsunternehmen (VDV) oder der Schweizer Verband öffentlicher Verkehr (VÖV), als auch einzelne Verkehrsgesellschaften, die Zulieferindustrie, öffentliche Träger und Verkehrsforscher organisiert.
Im Juni 2023 wurde die Ingenieurin Renée Amilcar als erste Frau zur UITP-Präsidentin gewählt und im Juni 2025 einstimmig wiedergewählt. Amilcar ist die Generaldirektorin des kanadischen Verkehrsunternehmen OC Transpo und legt einen Schwerpunkt auf Diversität, Frauenförderung und Nachhaltigkeit. Als Generalsekretär ist seit Januar 2018 Mohamed Mezghani im Amt.
Die Aktivitäten der UITP umfassen u. a. regelmäßige Foren, Arbeitsgruppen und Publikationen. Dabei findet eine Zusammenarbeit mit den Vereinten Nationen (UNEP, UNDESA, UNFCCC), der Weltbank oder Institutionen der Europäischen Union statt. Fallweise kommt es auch zum Schulterschluss mit anderen Spitzenorganisationen wie dem Verband der europäischen Bahnindustrie (UNIFE) oder dem Internationalen Eisenbahnverband (UIC).
Der langjährige Vorstand der Kölner Verkehrs-Betriebe, Wolfgang Meyer, war von 2001 bis 2005 Präsident der UITP und ist mit dem Ende seiner Amtszeit zum Ehrenpräsidenten ernannt worden.

## Weblink
- Offizielle Website